# Основин, Дмитрий Михайлович
Дми́трий Миха́йлович Основи́н (6 ноября 1904, с. Сулак, Пензенская губерния — 19 февраля 1945, Маутхаузен, Австрия) — российский советский историк, педагог Сталинградского индустриально-педагогического института, старший лейтенант РККА; организатор партизанского движения на территории Восточной Словакии, комиссар интернационального партизанского отряда, Национальный Герой Чехословакии. Погиб в концентрационном лагере Маутхаузен (Австрия).

## Биография
Родился в селе Сулак (ныне — в Белинском районе Пензенской области) в семье сельского учителя. Первоначально проживал в городе Чембар. В 1913 году окончил земское начальное училище; в 1914 году был принят в мужскую гимназию, в 1917 году преобразованную в девятилетнюю школу II степени, которую окончил в 1923 году. Одновременно с 1920 года работал: нивелировщиком на железной дороге (1920), фальцовщиком в центропечати (1920—1921), библиотекарем Совпартшколы (1921—1922), преподавателем (1922—1924), разъездным лектором школы политграмоты (1924—1925).
В 1929 году окончил педагогический факультет Саратовского университета; работал в Сталинграде завучем школы им. Фёдорова (бывшей 2-й Мариинской женской гимназии), с 1932 года — её директором (школа была переименована в школу № 9 им. В. И. Ленина; ныне — школа № 83). В 1936—1941 годы — старший преподаватель кафедры истории СССР в Сталинградском индустриально-педагогическом институте. В 1941 году вступил в ВКП(б).
В 1932—1941 годы — член Горсовета и член Пленума облисполкома.
В начале войны призван в РККА, служил командиром взвода, 46-го запасного стрелкового полка. В мае 1942 года получил тяжёлую контузию в боях под г. Изюм Харьковской области, в бессознательном состоянии был захвачен в плен и направлен в австрийский концентрационный лагерь. В Красной Армии числился пропавшим без вести.
В 1943 году ему удалось бежать из лагеря, перебраться на территорию Чехословакии и вступить в партизанский отряд в Восточной Словакии. Среди партизан был известен как «профессор из Сталинграда». Весной 1944 года был повторно захвачен в плен; содержался в тюрьмах Прешова, Илавы; 6,5 месяца провёл в одиночной камере в центральной тюрьме Братиславы, где подвергался пыткам как особо важный политический заключённый. В феврале 1945 года был переправлен для уничтожения в концлагерь Маутхаузен (Австрия). По дороге в лагерь автоколонна попала под обстрел американской авиации. Основин получил ранение в ногу, вскрыл рану украденным при погрузке ножом, вытащил пулю и забил рану снегом. По прибытии в Маутхаузен Основин и другие раненые были помещены в барак без крыши, где за двое суток все погибли от холода.
Похоронен в Братиславе на кладбище «Соловьиная долина» в братской могиле членов ЦК КПЧ вместе с заключёнными Осогемом, Черноцким, Сбазовым, Амосовым и другими. 9 мая 1965 года на их могиле был открыт памятник «Жертвам лагеря Маутхаузена».

### Семья
Вдова — Зинаида Николаевна Основина.

## Адреса
Сталинград, Ворошиловский район, ул. Молотова, д. 7.

## Память
- Информация о Д. М. Основине хранится в Волгоградском музее обороны и в музее Волгоградского государственного педагогического университета[2].
- 23 мая 1965 года в Волгограде была открыта мемориальная доска Д. М. Основину на здании школы № 9, где он работал директором[7].
- О Д. М. Основине были выпущены 2 монографии — в Советском Союзе[13] и в Чехословакии[2].
- Материалы о Д. М. Основине были представлены на выставке «От Сталинграда до Братиславы» в университетской библиотеке Братиславы (3.4.2017)[5].

## Комментарии
1. ↑  По более позднему источнику[11], Д. М. Основин погиб при транспортировке военнопленных в концентрационный лагерь Маутхаузен во время обстрела поезда силами американской авиации. По другим данным[8] — погиб при попытке к бегству, спасая раненого товарища.